# The Stoop
The Stoop ist ein Rugby-Stadion im südwestlichen Londoner Stadtteil Twickenham, Vereinigtes Königreich. Es bietet Platz für 14.816 Zuschauer und ist das Heimspielstätte des 1866 gegründeten Rugbyvereins Harlequin F.C., der in der English Premiership, der höchsten englischen Liga, spielt. Das Stoop war zudem von 1997 bis 1999 und von 2006 bis 2013 die Heimat des Rugby-League-Clubs London Broncos.
Bereits 1906 zogen die Quins ins weitaus bekanntere Twickenham Stadium um, das nur wenige hundert Meter entfernt liegt. Im Jahr 1963 erwarb der Verein dann ein 57.000 m² großes Leichtathletikgelände, auf dem in der Folge das Stoop entstand.
Zunächst lautete der offizielle Name Stoop Memorial Ground. 2005 erfolgte die Umbenennung in Twickenham Stoop Stadium, doch die inoffizielle Bezeichnung ist weitaus häufiger in Gebrauch. Benannt ist das Stadion nach Adrian Stoop, einem eingewanderten Niederländer, der für die englische Nationalmannschaft spielte und 29 Jahre lang Präsident des Harlequin F.C. war. 
Im Zuge des Projektes „Big Stadium Hockey“ vom Englischen Hockeyverband in Partnerschaft mit dem Unternehmen polytan für ein Spiel zu einem der größten Hockeyplätze Englands verwandelt.
Das Stadion war einer von zwei Austragungsorten bei der Frauen-Rugby-Union-Weltmeisterschaft 2010.

## Galerie

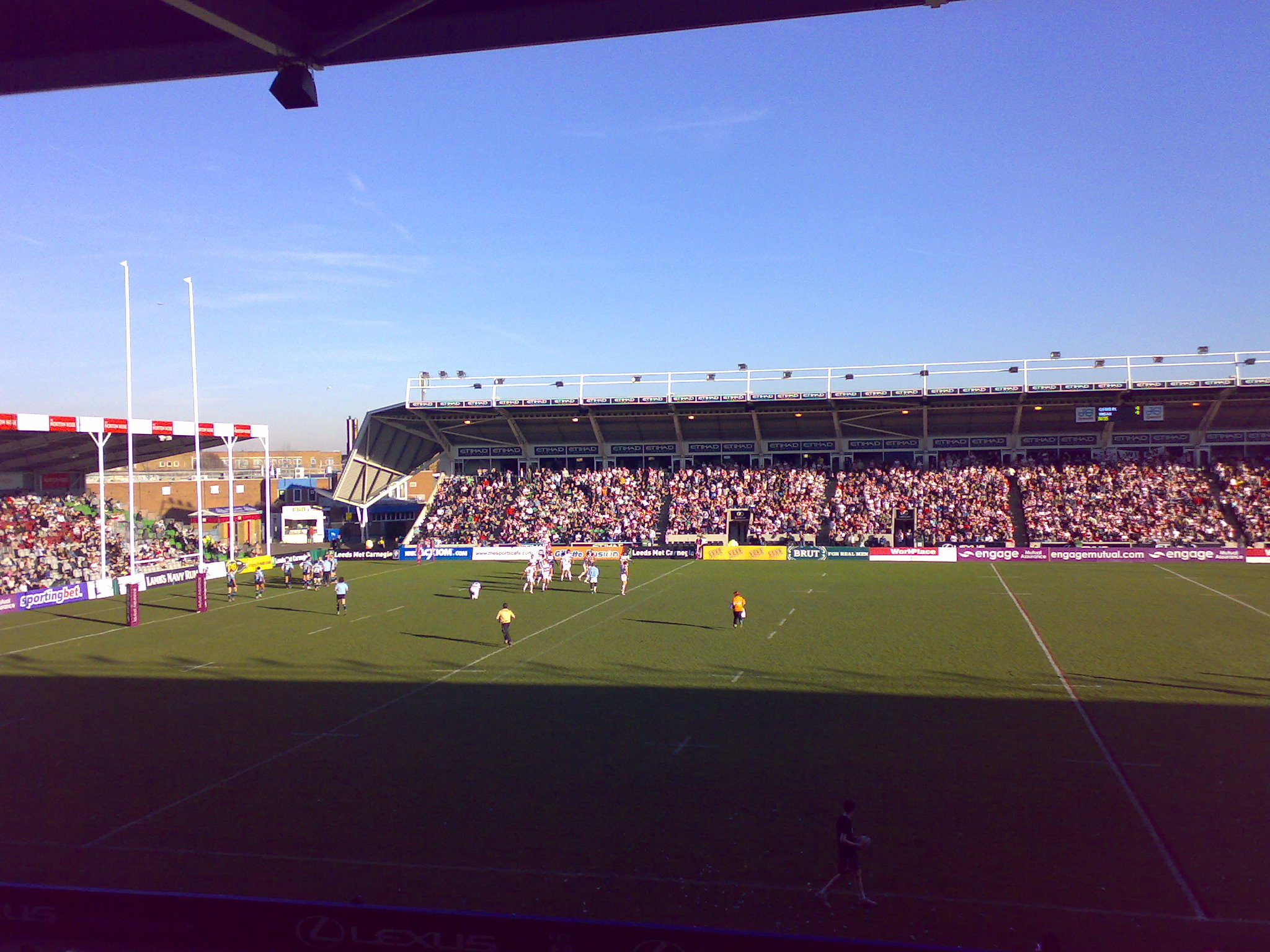
The Stoop 2008
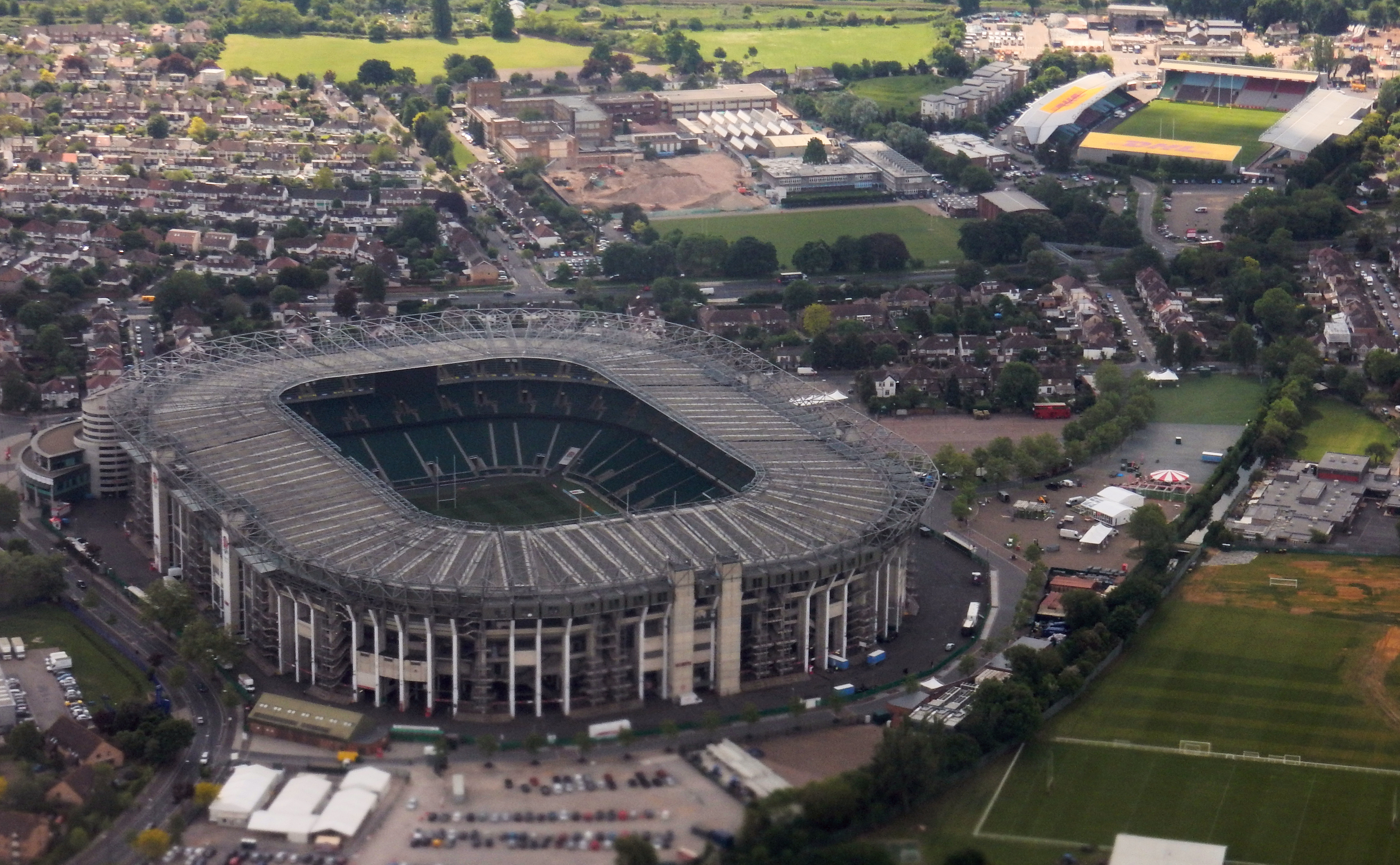
Unten links das Twickenham Stadium und oben rechts das Twickenham Stoop Stadium (2016)